# Fontana del Capone

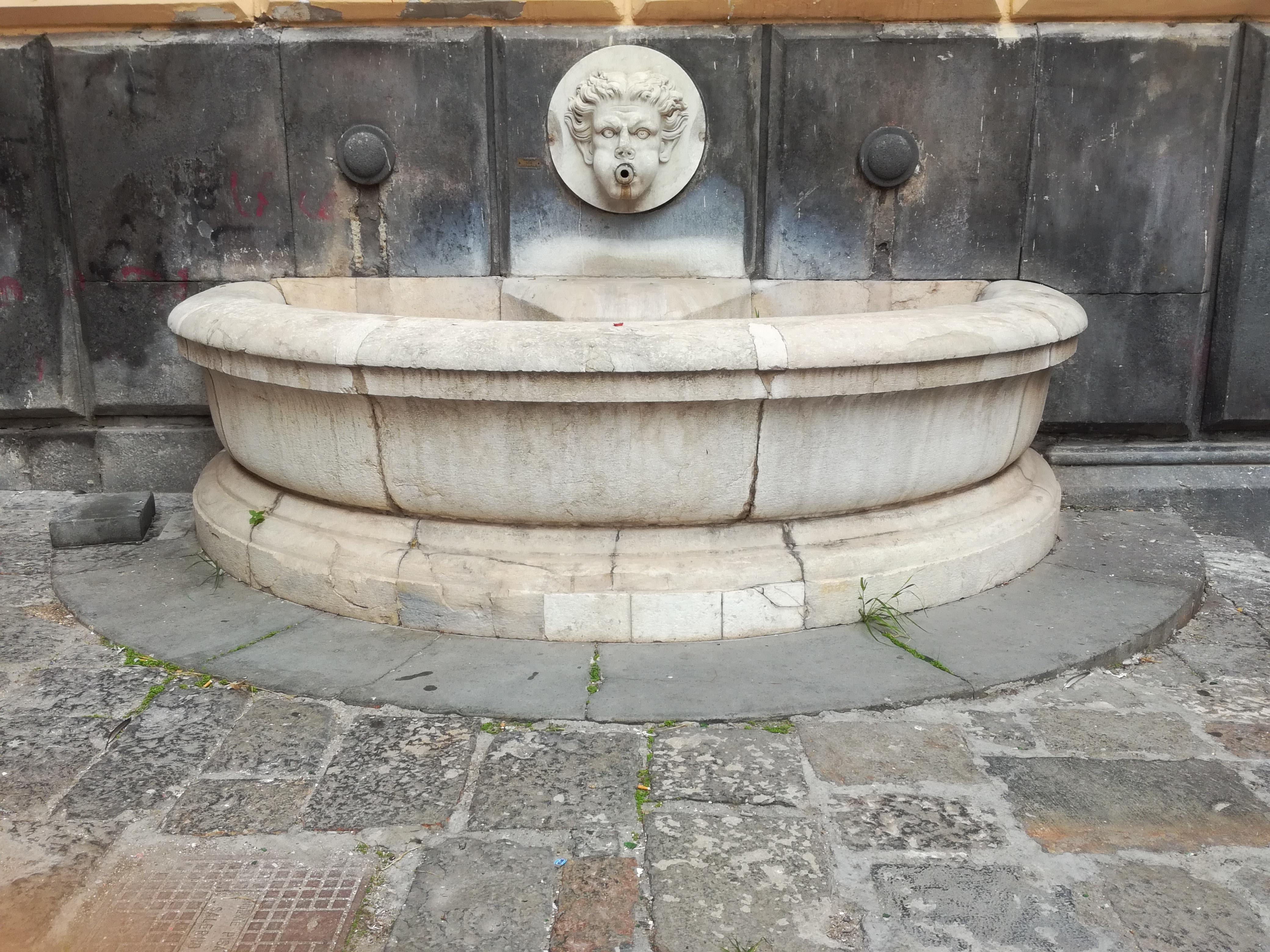
La fontana del Capone

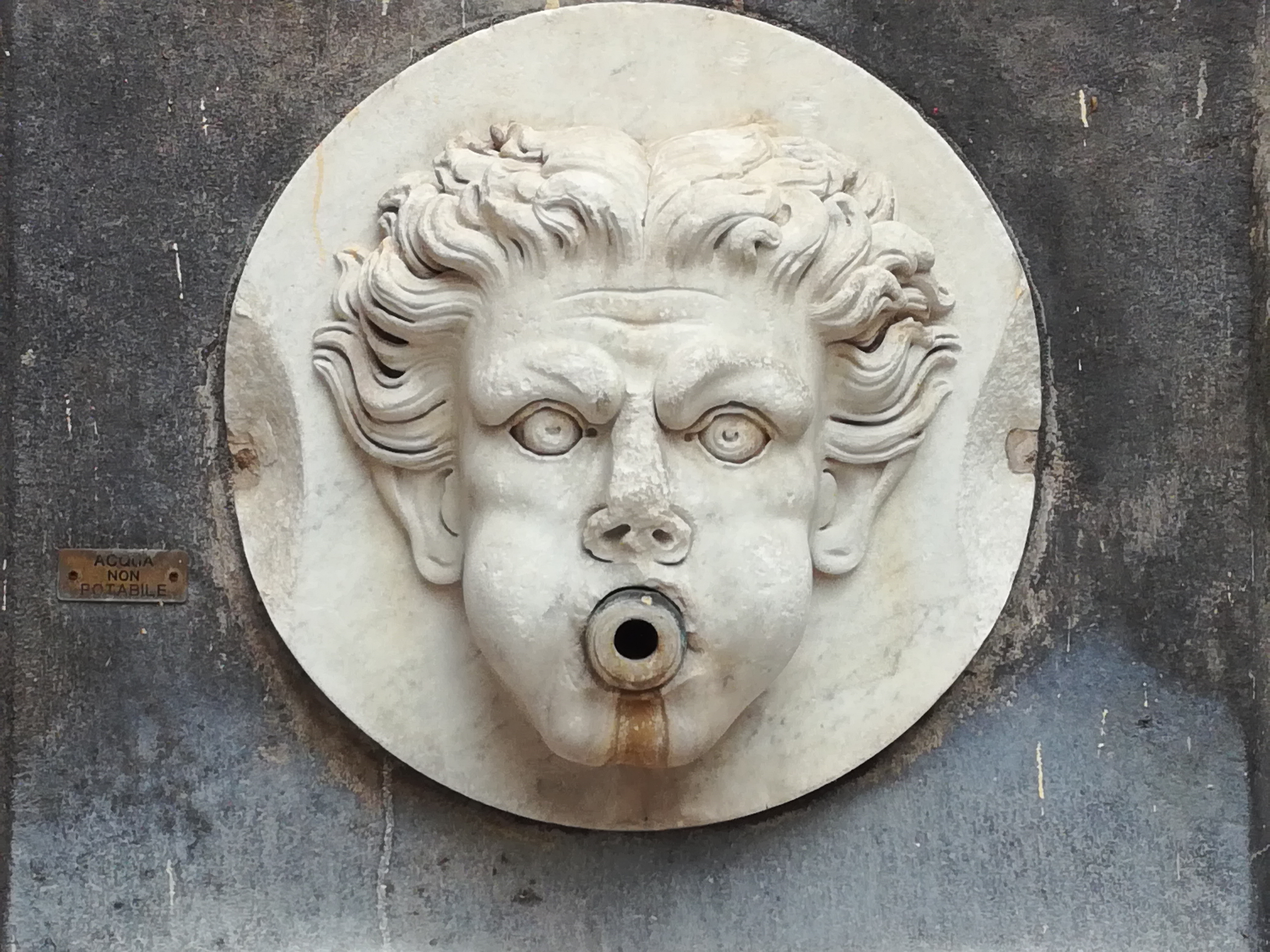
Particolare del mascherone

La fontana del Capone  è una delle fontane di Napoli ed è posta nel centro antico, in via Egiziaca a Forcella, di fronte ad un'altra fontana ben più grande, quella della Scapigliata.
Secondo il gergo dei beni culturali, questa in questione, sarebbe una fontana ornamentale, ma, se si considera l'esame storico, ciò non è esatto perché faceva parte del piano di rinnovamento dei servizi pubblici emanato dal viceré Don Pedro de Toledo. 
Il monumento è di forma circolare ed addossato ad una parete (in questo periodo, a Napoli, si costruivano soprattutto fontane addossate a palazzi, chiese o ad altre strutture); è un'opera del noto artista e architetto Giovanni da Nola.
La fontana ha un fondo caratterizzato da lastre in pietra bianca e grigia, queste, inducono l'acqua nello scarico. Il gettante invece era caratterizzato da tre mascheroni (oggi, quello più grande in marmo bianco è sopravvissuto, mentre gli altri due in bronzo sono andati perduti).
La fontana è ritornata agli antichi splendori solo di recente, grazie ad un restauro conservativo.